# Protowithius robustus
Protowithius robustus är en spindeldjursart som beskrevs av Beier 1955. Protowithius robustus ingår i släktet Protowithius och familjen Withiidae. Inga underarter finns listade i Catalogue of Life.